# Fizika kondenzovane materije
Fizika kondenzovane materije je polje fizike koja se bavi makroskopskim i mikroskopskim fizičkim svojstvima materije. Ona se specifično bavi „kondenzovanim” fazama koje se javljuju kad god je broj sastojaka u sistemu izuzetno velik i interakcije između sastojaka su jake. Najpoznatiji primeri kondenzovanih faza su čvrsta supstanca i tečnosti, koje nastaju usled elektromagnetnih sila između atoma. Fizičari kondenzovane materije nastoje da razumeju ponašanje tih faza koristeći fizičke zakone. Ovim su naročito ovuhvaćeni zakoni kvantne mehanike, elektromagnetizma i statističke mehanike.
Egzotičnije kondenzovane faze uključuju superprovodnu fazu koju ispoljavaju izvesni materijali na niskoj temperaturi, feromagnetne i antiferomagnetne faze spinova na kristalnim rešetkama atoma i Boze-Ajnštajnovog kondenzata prisutnog u ultrahladnim atomskim sistemima. Proučavanje fizike kondenzovane materije obuhvata merenje različitih svojstava materijala pomoću eksperimentalnih sondi, zajedno sa korišćenjem metoda teorijske fizike za razvoj matematičkih modela koji pomažu u razumevanju fizičkog ponašanja.
Raznolikost sistema i pojava dostupnih za izučavanje čini fiziku kondenzovane materije najaktivnijim poljem savremene fizike: jedna trećina svih američkih fizičara se identifikuje kao fizičari kondenzovane materije, a Divizija fizike kondenzovane materije je najveće odeljenje u Američkog fizičkog društva. Ovo polje se preklapa sa hemijom, naukom o materijalima i nanotehnologijom, i usko je povezano sa atomskom fizikom i biofizikom. Teorijska fizika kondenzovane materije deli važne koncepte i metode sa fizikom čestica i nuklearnom fizikom.
Razne teme iz fizike kao što su kristalografija, metalurgija, elastičnost, magnetizam itd, tretirane su kao posebna područja sve do 1940-ih godina, kada su grupisane kao fizika čvrstog stanja. Oko 1960-ih godina na ovu listu dodato je istraživanje fizičkih svojstava tečnosti, što je osnova za novu, srodnu specijalnost fizike kondenzovane materije. Prema fizičaru Filipu Vorenu Andersonu, termin su skovali on i Voker Hajne, kad su promenili ime svoje grupe u Kavendiš laboratorijama, Kembridž iz teorije čvrstog stanja u teoriju kondenzovane materije 1967. godine, jer su smatrali da to ne isključuje njihova interesovanja za proučavanjem tečnosti, nuklearne materije i tako dalje. Iako su Anderson i Hajne pomogli popularizaciji naziva „kondenzovana materija”, u Evropi je on bio prisutan već više godina, najprominentnije u obliku časopisa koji je na engleskom, francuskom i nemačkom jeziku u izdanju Springer-Verlaga pod nazivom „Fizika kondenzovane materije”, koji je lansiran 1963. godine. Okruženje finansiranja i politika hladnog rata 1960-ih i 1970-ih takođe su bili faktori zbog kojih neki fizičari preferiraju naziv „fizika kondenzovane materije”, koji naglašava zajedništvo naučnih problema sa kojima se susreću fizičari koji rade na čvrstim supstancama, tečnostima, plazmama i drugoj kompleksnoj materiji, u odnosu na „fizike čvrstog stanja”, koja je često bila povezana sa industrijskim primenama metala i poluprovodnika. Belove telefonske laboratorije su bile je jedan od prvih instituta koji je sproveo istraživački program iz fizike kondenzovane materije.
Reference na „kondenzovano” stanje mogu se pratiti do ranijih izvora. Na primer, u uvodu u svoju knjigu Kinetička teorija tečnosti iz 1947, Jakov Frenkel je predložio da se „kinetička teorija tečnosti u skladu s tim mora razvijati kao generalizacija i proširenje kinetičke teorije čvrstih tela. Zapravo, bilo bi tačnije objediniti ih pod nazivom kondenzovana tela”.

## Istorija klasične fizike

### Klasična fizika
Jednu od prvih studija kondenzovanih stanja materije sproveo je engleski hemičar Hamfri Dejvi, tokom prvih decenija 19. veka. Dejvi je primetio da od četrdeset tadašnjih poznatih hemijskih elemenata, dvadeset šest ima metalna svojstva kao što su sjaj, duktilnost i visoku električnu i toplotna provodljivost. Ovo je ukazivalo da atomi u teoriji atomskog tela Džona Daltona nisu nedeljivi kao što je Dalton tvrdio, već da imaju unutrašnju strukturu. Dejvi je dalje tvrdio da se elementi za koje se verovalo da su gasovi, kao što su azot i vodonik, mogu utečniti pod odgovarajućim uslovima, a da bi se zatim ponašali kao metali.
Godine 1823, Majkl Faradej, tada pomoćnik u Dejvijevoj laboratoriji, uspešno je utečnio hlor i zatim je utečnio sve poznate gasovite elemente, osim azota, vodonika i kiseonika. Ubrzo nakon toga, 1869. godine, irski hemičar Tomas Endruz je proučavao fazni prelaz sa tečnosti u gas i skovao termin kritične tačke da bi opisao stanje u kome se gas i tečnost ne mogu razlikovati kao faze, a holandski fizičar Johanes Diderik van der Vals je pružio teorijski okvir koji je omogućio predviđanje kritičnog ponašanja na osnovu merenja na znatno višim temperaturama.‍:35–38 Do 1908. godine Džejms Djuar i Hejke Kamerling Ones uspešno su utečnili vodonik, a zatim i novootkriveni helijum.
Pol Drude je 1900. godine predložio prvi teorijski model klasičnog elektrona koji se kreće kroz metalnu čvrstu supstancu. Drudeov model je opisao svojstva metala u smislu gasa slobodnih elektrona, i bio je prvi mikroskopski model koji je objasnio empirijska zapažanja poput zakona Videmana-Franca.‍:27–29 Međutim, uprkos uspeha Drudeovog slobodno elektronskog modela, on je imao jedan značajan problem: nije bio u stanju da pravilno objasni elektronski doprinos specifičnoj toploti i magnetnim svojstvima metala, i temperaturnu zavisnost otpornosti na niskim temperaturama.‍:366–368
Godine 1911, tri godine nakon što je helijum prvi put bio utečnjen, Ones koji je radio na Univerzitetu u Lajdenu otkrio je superprovodljivost u živi, kada je primetio kako električni otpori žive nestaju na temperaturama ispod određene vrednosti. Fenomen je potpuno iznenadio najbolje teorijske fizičare tog vremena i ostao je neobjašnjen nekoliko decenija. Albert Ajnštajn je izjavio 1922. godine o savremenim teorijama superprovodljivosti da „sa našim dalekosežnim nepoznavanjem kvantne mehanike kompozitnih sistema mi smo veoma daleko od toga da možemo da sastavimo teoriju iz ovih nejasnih ideja.”

## Notes
1. ↑  Vodonik i azot su od tada utečnjeni; međutim, obični tečni azot i vodonik nemaju metalna svojstva. Fizičari Judžin Vigner i Hilard Bel Hantington predvideli su 1935. godine[12] da stanje metaličnog vodonika postoji pri dovoljno visokim pritiscima (preko 25 ), ali to još nije primećeno.

## Literatura
- Mudry, Christopher (2014). Lecture Notes on Field Theory in Condensed Matter Physics. World Scientific. Bibcode:2014lnft.book.....M. ISBN 978-981-4449-10-6. doi:10.1142/8697.
- Khan, Abdul Qadeer (21. 11. 1998). „Dimensional Anistrophy in Condensed Matter Physics” (PDF). Seven National Symposium on Frontiers in Physics. 7. 7 (7). Архивирано из оригинала (PDF) 31. 12. 2015. г. Приступљено 21. 10. 2012.
- P. M. Chaikin and T. C. Lubensky. Principles of Condensed Matter Physics, Cambridge University Press. .
- Alexander Altland and Ben Simons. Condensed Matter Field Theory, Cambridge University Press. 2006.  978-0-521-84508-3..
- Michael P. Marder. Condensed Matter Physics, second edition, John Wiley and Sons. 2010.  978-0-470-61798-4..
- Lillian Hoddeson, Ernest Braun, Jürgen Teichmann and Spencer Weart, eds.. Out of the Crystal Maze: Chapters from the History of Solid State Physics, Oxford University Press. 1992.  978-0-19-505329-6..
- Greiter, Martin (16. 3. 2005). „Is electromagnetic gauge invariance spontaneously violated in superconductors?”. Annals of Physics. 319 (2005): 217—249. Bibcode:2005AnPhy.319..217G. arXiv:cond-mat/0503400 . doi:10.1016/j.aop.2005.03.008.
- Aroyo, Mois, I.; Müller, Ulrich; Wondratschek, Hans (2006). Historical introduction (PDF). International Tables for Crystallography. A. стр. 2—5. CiteSeerX 10.1.1.471.4170 . ISBN 978-1-4020-2355-2. doi:10.1107/97809553602060000537. Архивирано из оригинала (PDF) 03. 10. 2008. г. Приступљено 26. 12. 2019.
- Hall, Edwin (1879). „On a New Action of the Magnet on Electric Currents”. American Journal of Mathematics. 2 (3): 287—92. JSTOR 2369245. doi:10.2307/2369245. Архивирано из оригинала 8. 2. 2007. г. Приступљено 28. 2. 2008.
- Landau, L. D.; Lifshitz, E. M. (1977). Quantum Mechanics: Nonrelativistic Theory. Pergamon Press. ISBN 978-0-7506-3539-4.
- Lindley, David (15. 5. 2015). „Focus: Landmarks—Accidental Discovery Leads to Calibration Standard”. Physics. 8. Архивирано из оригинала 7. 9. 2015. г. Приступљено 9. 1. 2016.
- Mattis, Daniel (2006). The Theory of Magnetism Made Simple. World Scientific. ISBN 978-981-238-671-7.
- Chatterjee, Sabyasachi (avgust 2004). „Heisenberg and Ferromagnetism”. Resonance. 9 (8): 57—66. doi:10.1007/BF02837578. Приступљено 13. 6. 2012.
- Visintin, Augusto (1994). Differential Models of Hysteresis. Springer. ISBN 978-3-540-54793-8.

## Spoljašnje veze
- Nambu, Yoichiro (8. 12. 2008). „Spontaneous Symmetry Breaking in Particle Physics: a Case of Cross Fertilization”. Nobelprize.org.